# Redigobius bikolanus
Redigobius bikolanus es una especie de pez de la familia de los Gobiidae en el orden de los Perciformes.

## Morfología
Los machos pueden llegar a alcanzar los 4,2 cm de longitud total.

## Alimentación
Come  invertebrados

## Depredadores
En Japón es depredado por Eleotris acanthopoma .

## Hábitat
Es un pez de clima tropical (21 °C-28 °C).

## Distribución geográfica
Se encuentra en la Samoa Americana, Australia, Camboya, Comoras, las Islas Cook, Fiyi, Guam , Indonesia, el Japón (incluyendo las Islas Ryukyu), Madagascar, Malasia, Mauricio, la Micronesia , Nueva Caledonia, República de Palau, Papúa Nueva Guinea, las Filipinas, las Seychelles, Sudáfrica,  Taiwán y Vanuatu.

## Observaciones
Es inofensivo para los humanos.